# Soprano (KDE)
Soprano 是一個軟件庫，提供了一個物件導向的C++/Qt4框架處理RDF數據。Soprano創建作為NEPOMUK項目下的一個子項目，構成KDE 4語義學桌面的一部分。Soprano將作為一個倉庫來存儲 NEPOMUK 伺服器所產生的信息（如評級、標籤或意見）。然後將索引提供給Strigi來產生更好的搜索結果。

## 功能
- 簡單的插件設計，與5種不同類別的插件
- 伺服器/客戶端架構，允許執行RDF遠端存儲。提供TCP、UNIX sockets和DBus通信接口。
- 文件的API完全使用Doxygen